# Immanuelskirche (Wuppertal-Barmen)

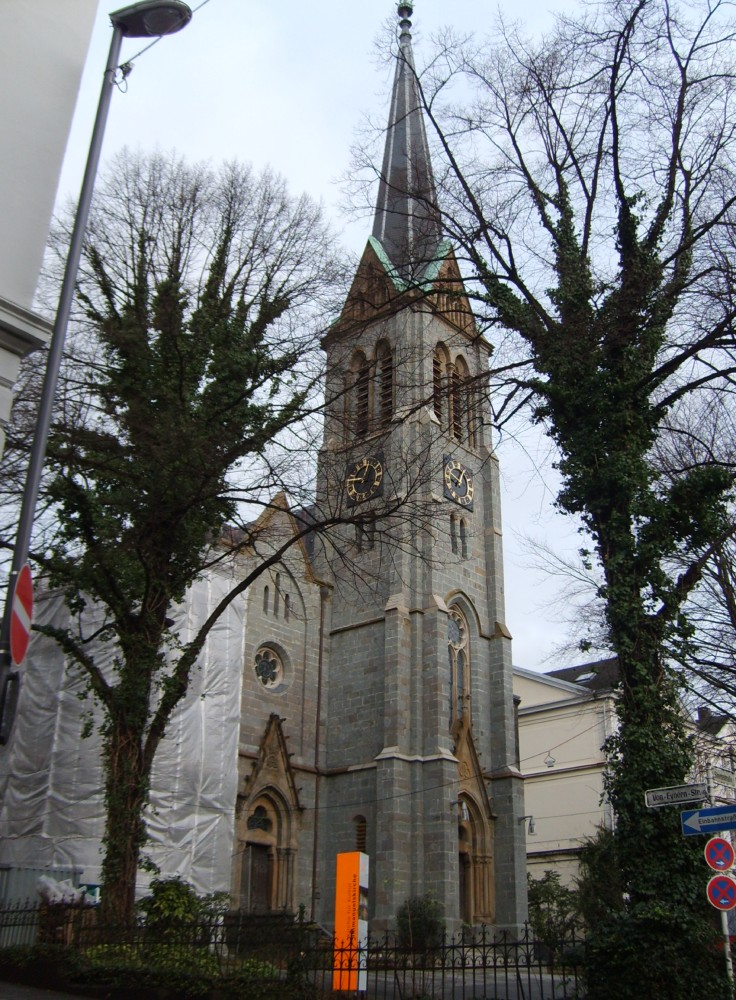
Ansicht von Südwesten

Die Immanuelskirche im Wuppertaler Stadtbezirk Oberbarmen ist die ehemalige reformierte Kirche des Stadtteils Wupperfeld und wird seit der Profanierung 1984 als Konzertkirche genutzt.

## Geschichte
Die Immanuelskirche entstand als zweite Kirche für die reformierte Gemeinde Barmen-Gemarke, da der Vorgängerbau der heutigen Gemarker Kirche für die im Zuge der Industrialisierung Barmens enorm wachsende Gemeinde zu klein geworden war. Aus einem Bauwettbewerb 1866 ging der Hamburger Architekt Ernst Heinrich Glüer als Sieger hervor; der Bau wurde nach seinen Plänen 1867–1869 ausgeführt und am 27. Mai 1869 eröffnet.

## Baubeschreibung

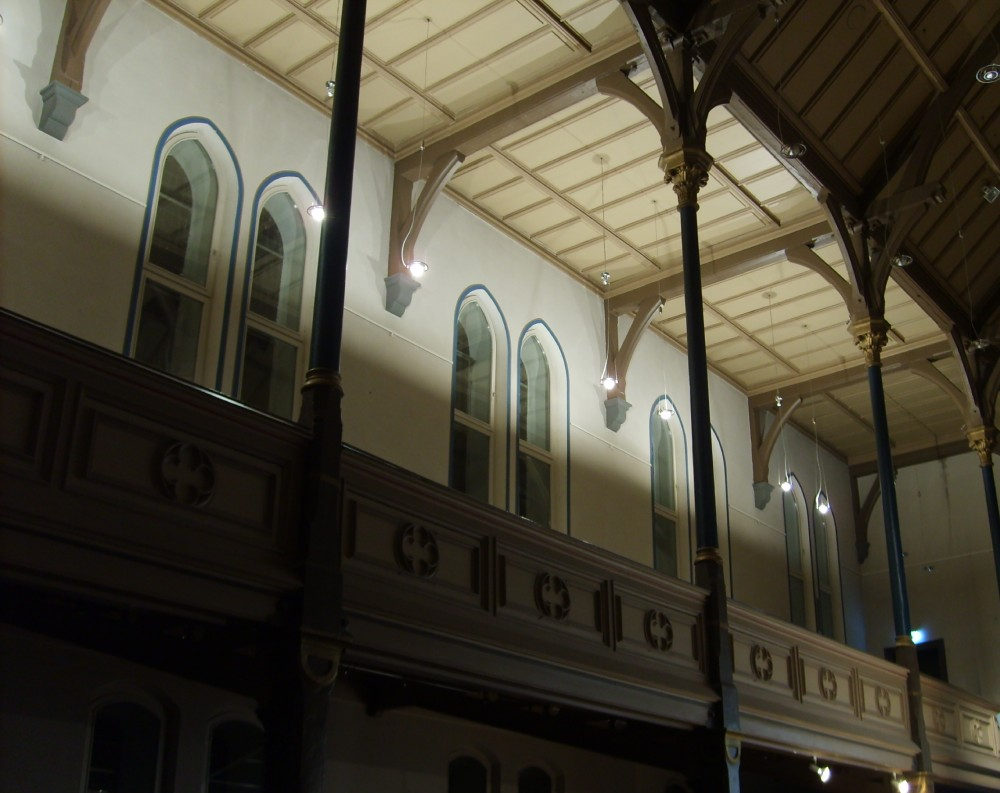
Östliches Seitenschiff – Empore

Die Immanuelskirche ist eine dreischiffige Basilika mit fünf Jochen, stilistisch vor allem neogotisch gestaltet, jedoch im Innern vorwiegend von Stahl- und Holzkonstruktionen geprägt, die an die Industriegotik des 19. Jahrhunderts erinnern. Der Altar befand sich im Norden, der Südfassade ist zwischen zwei Portalen mittig ein achteckig behelmter Turm vorgelagert, durch den die Kirche ebenfalls betreten werden kann. Das Äußere ist mit der für das Bergische Land typischen Grauwacke verblendet. Die vier Gebäudeecken rahmen polygonale Treppenhäuser. Der von außen als Rechteckchor erscheinende nördliche Abschluss birgt die Sakristei, über der sich eine durch frühchristlich anmutende Säulen mit dem Kirchenraum verbundene Empore befindet. Kanzel und Altar befanden sich in einer gewölbten Apsis zentral vor dieser Empore. Über die Seitenschiffe sind auf schmalen Stahlsäulen ebenfalls Emporen gesetzt; die Südseite wird von einer großen Orgel- und Chorempore dominiert. Die Stahlsäulen tragen auch den offenen hölzernen Dachstuhl. Die Kirche fasste ursprünglich Platz für 1.284 Personen.

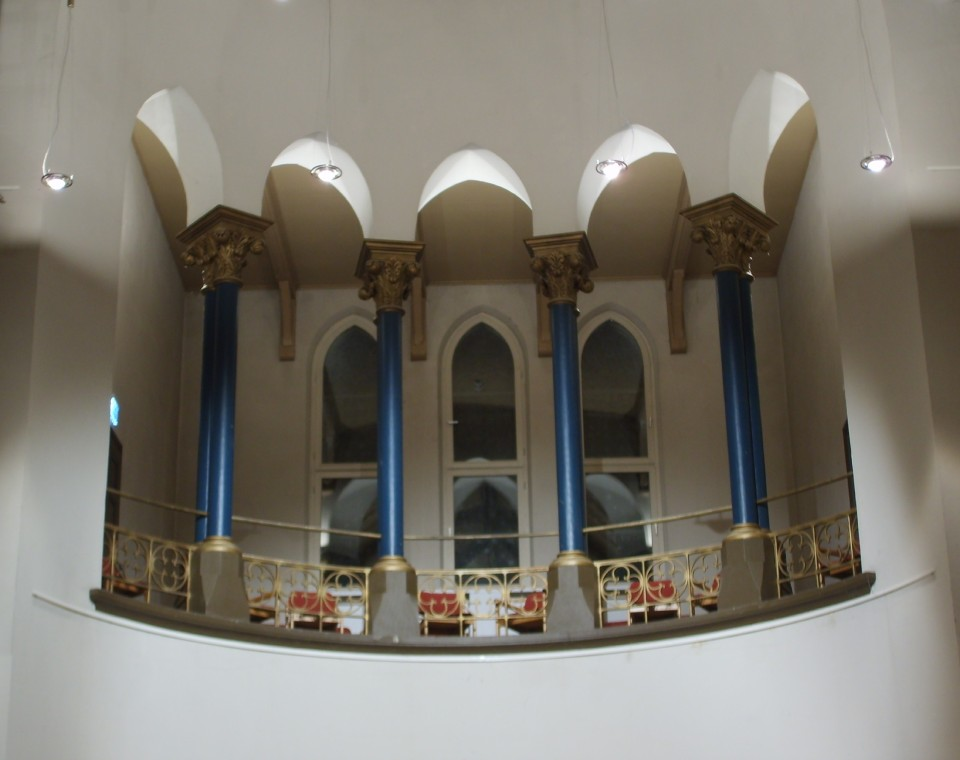
Empore über der Apsis

Mit der Vereinigung der lutherischen mit der reformierten Gemeinde Wupperfelds wurde die Immanuelskirche in den 1980er-Jahren als Gottesdienststätte überflüssig, da die ursprünglich lutherische Kirche (die Alte Kirche Wupperfeld) nur wenige hundert Meter entfernt liegt und fortan als Hauptpredigtstätte diente. Gemeindemitglieder gründeten einen Trägerverein, der die Kirche vor dem Abriss bewahren konnte und sie seither als Konzertkirche weiter betreibt. Hierfür wurde die Ausrichtung des Gebäudes umgekehrt (die Bühne befindet sich im Süden), und im südlichen Eingangsbereich wurden ein Foyer und sanitäre Anlagen eingebaut. Seit 2003 wird die denkmalgeschützte Kirche außerdem umfassend restauriert.

## Orgel
Die Kirche verfügt über eine Orgel der Firma Schuke (Berlin), die 1967 eine ältere Ibach-Orgel ersetzte und seitdem die größte Kirchenorgel der Stadt ist. Das Instrument hat 54 Register auf vier Manualen und Pedal. Die Kantorei Barmen-Gemarke nutzt die Kirche weiterhin für ihre Konzerte, zahlreiche weitere Konzert- und Theaterveranstaltungen finden in ihr statt. Außerdem wird die Kirche für CD-Aufnahmen (unter anderem MDG) genutzt.
| I Positiv C–g3 |        |
| Principal      | 8′     |
| Gedackt        | 8′     |
| Quintadena     | 8′     |
| Octave         | 4′     |
| Spitzflöte     | 4′     |
| Quintflöte     | 2 ⁄3′  |
| Waldflöte      | 2′     |
| Terz           | 1 3⁄5′ |
| Sifflöte       | 1′     |
| Scharff IV     | 1′     |
| Rankett        | 16′    |
| Krummhorn      | 8′     |
| Tremulant      |        |

| II Hauptwerk C–g3 |       |
| Principal         | 16′   |
| Octave            | 8′    |
| Rohrflöte         | 8′    |
| Octave            | 4′    |
| Quinte            | 2 ⁄3′ |
| Octave            | 2′    |
| Mixtur IV-VI      | 1 ⁄3′ |
| Scharff III-IV    | 2⁄3′  |
| Trompete          | 16′   |
| Trompete          | 8′    |

| III Schwellwerk C–g3 |               |
| Bordun               | 16′           |
| Holzflöte            | 8′            |
| Gemshorn             | 8′            |
| Principal            | 4′            |
| Koppelflöte          | 4′            |
| Nassat               | 2 ⁄3′         |
| Nachthorn            | 2′            |
| Terz-None            | 1 3⁄5′ + 8⁄9′ |
| Quint-Septime        | 1 ⁄3′ + 1 ⁄7′ |
| Mixtur V             | 2′            |
| Fagott               | 16′           |
| Trompète harm.       | 8′            |
| Trompete             | 4′            |
| Tremulant            |               |

| IV Brustwerk C–g3 |       |
| Holzgedackt       | 8′    |
| Rohrflöte         | 4′    |
| Principal         | 2′    |
| Quinte            | 1 ⁄3′ |
| Sesquialtera II   | 2 ⁄3′ |
| Cymbel III        | 1⁄2′  |
| Vox humana        | 8′    |
| Tremulant         |       |

| Pedal C–f1       |         |
| Principal        | 16′     |
| Subbaß           | 16′     |
| Quinte           | 10 2⁄3′ |
| Oktave           | 8′      |
| Gedackt          | 8′      |
| Hohlflöte        | 4′      |
| Bauernflöte      | 2′      |
| Rauschpfeife III | 4′      |
| Mixtur V         | 2′      |
| Posaune          | 16′     |
| Trompete         | 8′      |
| Clarine          | 4′      |

- Koppeln: I/II, III/I, III/II, IV/II, I/P, II/P, III/P
- Spielhilfen: 4 Generalsetzerkombinationen, 1 geteilte Setzerkombination